# Eußerthal

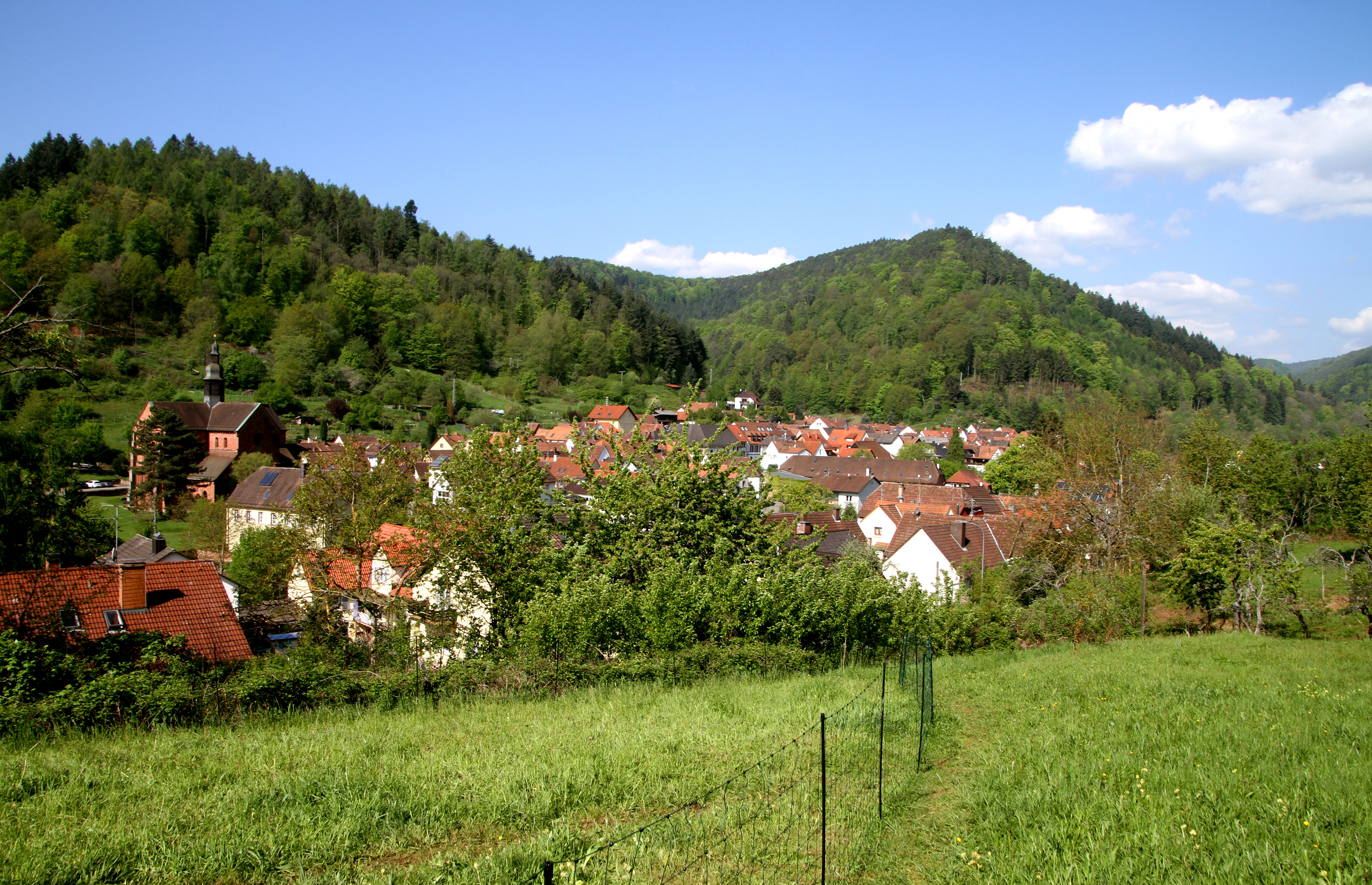
Blick auf Eußerthal

Eußerthal ist eine Ortsgemeinde im Landkreis Südliche Weinstraße (Rheinland-Pfalz). Sie gehört der Verbandsgemeinde Annweiler am Trifels an, innerhalb derer sie gemessen an der Fläche die drittgrößte und gemessen an der Einwohnerzahl die sechstgrößte Ortsgemeinde darstellt.

## Geographie

### Lage
Eußerthal liegt innerhalb der Region Südpfalz im Osten des Pfälzerwalds in dessen Teilbereich Annweiler-Albersweiler-Ausraum, der alternativ als Trifelsland bezeichnet wird. Der Ort ist als Straßendorf angelegt. Zur Gemeinde gehört zusätzlich der Vogelstockerhof im Süden. Nachbargemeinden sind im Uhrzeigersinn – einschließlich Exklaven – Landau in der Pfalz, Gleisweiler, Dernbach, Albersweiler, Annweiler am Trifels, Rinnthal, Birkweiler und Siebeldingen.

### Gewässer
Der Ort erstreckt sich längs des Eußerbachs, der von Nordwest nach Südost fließt und zum Flusssystem der Queich gehört. Nördlich des Siedlungsgebiets ist er zum Schweinswoog aufgestaut und nimmt anschließend von rechts den Dürrentalbach auf. Südöstlich des Siedlungsgebietes mündet von rechts der in Nord-Süd-Richtung verlaufende Eischbach in den Eußerbach. Im Südosten bildet der Dernbach die Grenze zu Albersweiler und Annweiler.

### Erhebungen
Beidseits der Gemeinde verlaufen Höhenzüge, die zum mittleren Pfälzerwald gehören. Die größten Erhebungen im Umland sind – bereits jenseits der Gemarkungsgrenze – das Döreneck (513,8 m) und der Harzofenberg (556,4 m) links des Eußerbachs im Norden und Nordosten sowie der Almersberg (564,1 m) und an der Grenze zu Annweiler sowie Rinnthal der Kehrenkopf (alternativ Kehrkopf; 529,7 m) auf der rechten Bachseite im Westen und Südwesten. An der Grenze zu den Waldexklaven von Landau und Gleisweiler erhebt sich das 518,2 m hohe Meisenhorn.
Innerhalb der Gemeindegemarkung liegen im Nordwesten der Behälterkopf und näher am Siedlungsgebiet der 411,2 m hohe Prestenberg. Im Südosten befinden sich der Große und der Kleine Eischkopf, unmittelbar südwestlich des Siedlungsgebiets erstreckt sich der Krauseberg.

## Geschichte
Das Dorf entstand im Umfeld eines Klosters der Zisterzienser, das im Jahre 1148 gegründet wurde. Vom eigentlichen Kloster Eußerthal sind nur spärliche Reste übrig geblieben, doch seine ehemalige Kirche ist heute noch das katholische Gotteshaus der Gemeinde.
Dem Abt des Klosters wurden die Reichskleinodien anvertraut, als sie 1208, nachdem König Philipp von Schwaben ermordet worden war, durch Konrad III. von Scharfenberg, Kanzler des Heiligen Römischen Reiches und Bischof von Speyer, auf der nahegelegenen Reichsburg Trifels in Sicherheit gebracht wurden. Auch nach dem Ende der Verwahrzeit versahen Patres aus Eußerthal auf der Burg den Gottesdienst.
Bis Ende des 18. Jahrhunderts gehörte die Gemeinde zur Kurpfalz und unterstand dort dem Oberamt Germersheim. Von 1798 bis 1814, als die Pfalz Teil der Französischen Republik (bis 1804) und anschließend Teil des Napoleonischen Kaiserreichs war, war Euserthal – so die damalige Schreibweise – in den Kanton Annweiler eingegliedert und unterstand der Mairie Ramberg. 1815 hatte die Gemeinde insgesamt 400 Einwohner. Im selben Jahr wurde der Ort Österreich zugeschlagen, bereits ein Jahr später wechselte er wie die gesamte Pfalz in das Königreich Bayern. Von 1818 bis 1862 gehörte Euserthal dem Landkommissariat Bergzabern an; aus diesem ging anschließend das Bezirksamt Bergzabern hervor.
Ab 1939 war der Ort Bestandteil des Landkreises Bergzabern. Nach dem Zweiten Weltkrieg wurde Eußerthal innerhalb der französischen Besatzungszone Teil des damals neu gebildeten Landes Rheinland-Pfalz. Im Zuge der ersten rheinland-pfälzischen Verwaltungsreform wechselte der Ort am 7. Juni 1969 in den neu geschaffenen Landkreis Landau-Bad Bergzabern, der 1978 in Landkreis Südliche Weinstraße umbenannt wurde. 1972 wurde Eußerthal der ebenfalls neu gebildeten Verbandsgemeinde Annweiler am Trifels zugeordnet.

## Politik

### Gemeinderat
Der Gemeinderat in Eußerthal besteht aus zwölf Ratsmitgliedern, die bei der Kommunalwahl am 9. Juni 2024 in einer Mehrheitswahl gewählt wurden, und dem ehrenamtlichen Ortsbürgermeister als Vorsitzendem.
Die Sitzverteilung im Gemeinderat:
| Wahl | SPD               | CDU               | FWG               | WGR               | Gesamt   |
| ---- | ----------------- | ----------------- | ----------------- | ----------------- | -------- |
| 2024 | per Mehrheitswahl | per Mehrheitswahl | per Mehrheitswahl | per Mehrheitswahl | 12 Sitze |
| 2019 | per Mehrheitswahl | per Mehrheitswahl | per Mehrheitswahl | per Mehrheitswahl | 12 Sitze |
| 2014 | 2                 | –                 | –                 | 10                | 12 Sitze |
| 2009 | 1                 | 3                 | 1                 | 7                 | 12 Sitze |
| 2004 | 2                 | 4                 | 3                 | 3                 | 12 Sitze |

### Bürgermeister
Reinhard Denny ist seit 2004 Ortsbürgermeister von Eußerthal. Bei der Direktwahl am 26. Mai 2019 wurde er mit einem Stimmenanteil von 85,11 % und am 9. Juni 2024 als einziger Bewerber mit 87,9 % jeweils für weitere fünf Jahre in seinem Amt bestätigt.

### Wappen
| Wappen von Eußerthal | Blasonierung: „In Blau auf goldenem Thron der heilige Bernhard mit goldener Albe und Nimbus, die Rechte zum Schwur erhoben, in der Linken einen goldenen Krummstab.“ |
| Wappen von Eußerthal | |

## Sehenswürdigkeiten und Kultur

### Kulturdenkmäler
Insgesamt 15 Objekte im Ort stehen unter Denkmalschutz.

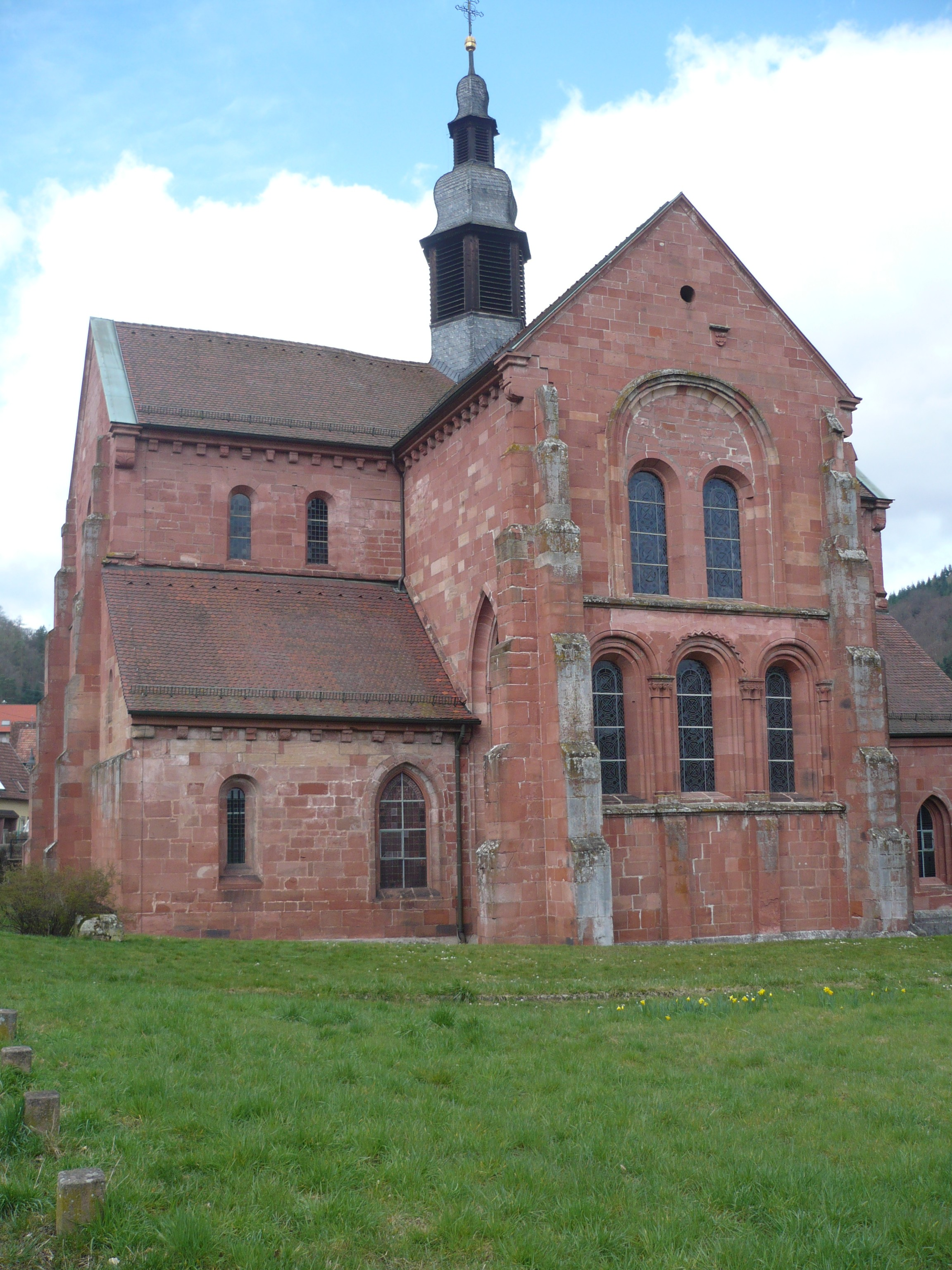
Klosterkirche Eußerthal
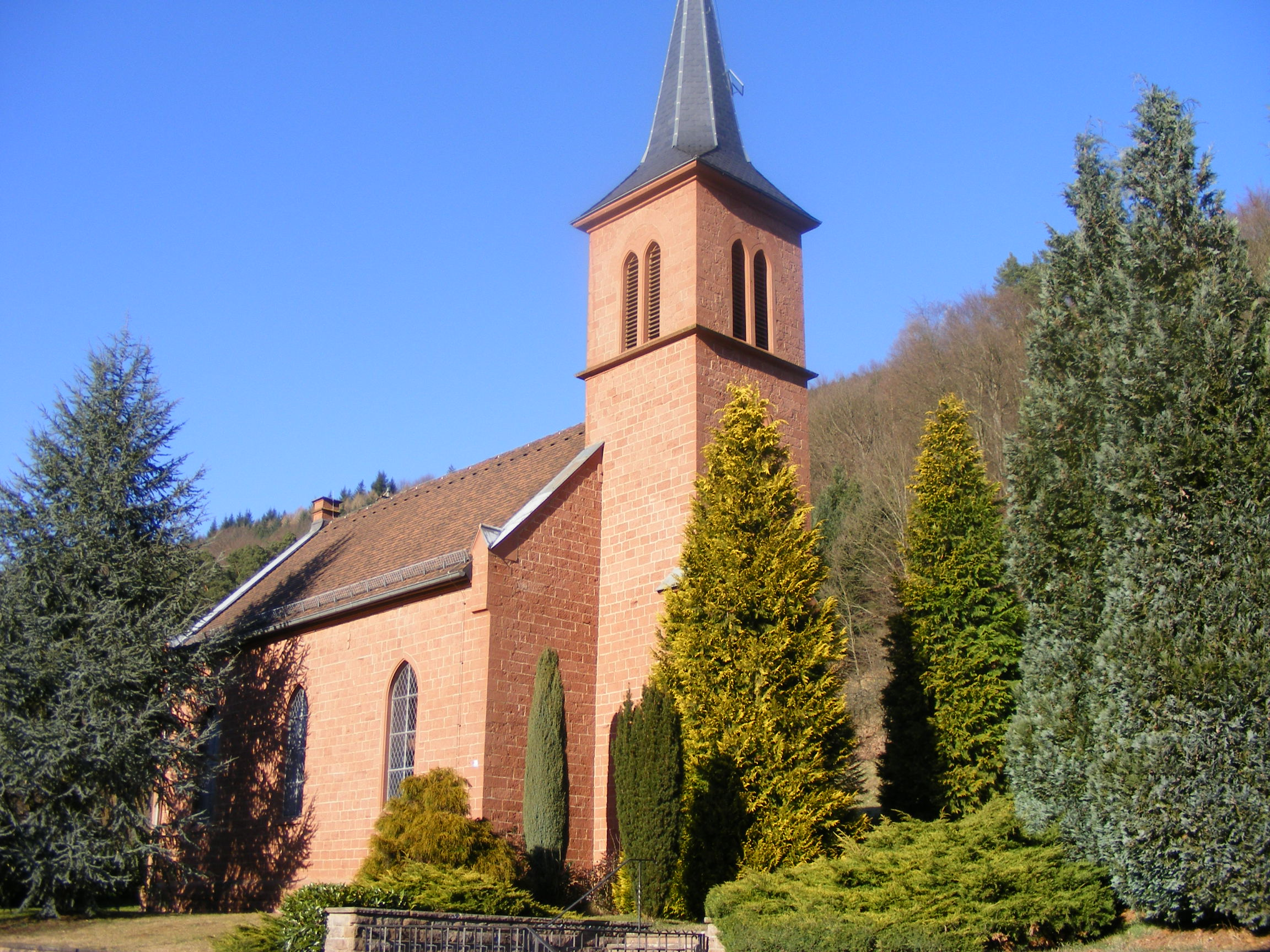
Evangelische Kirche
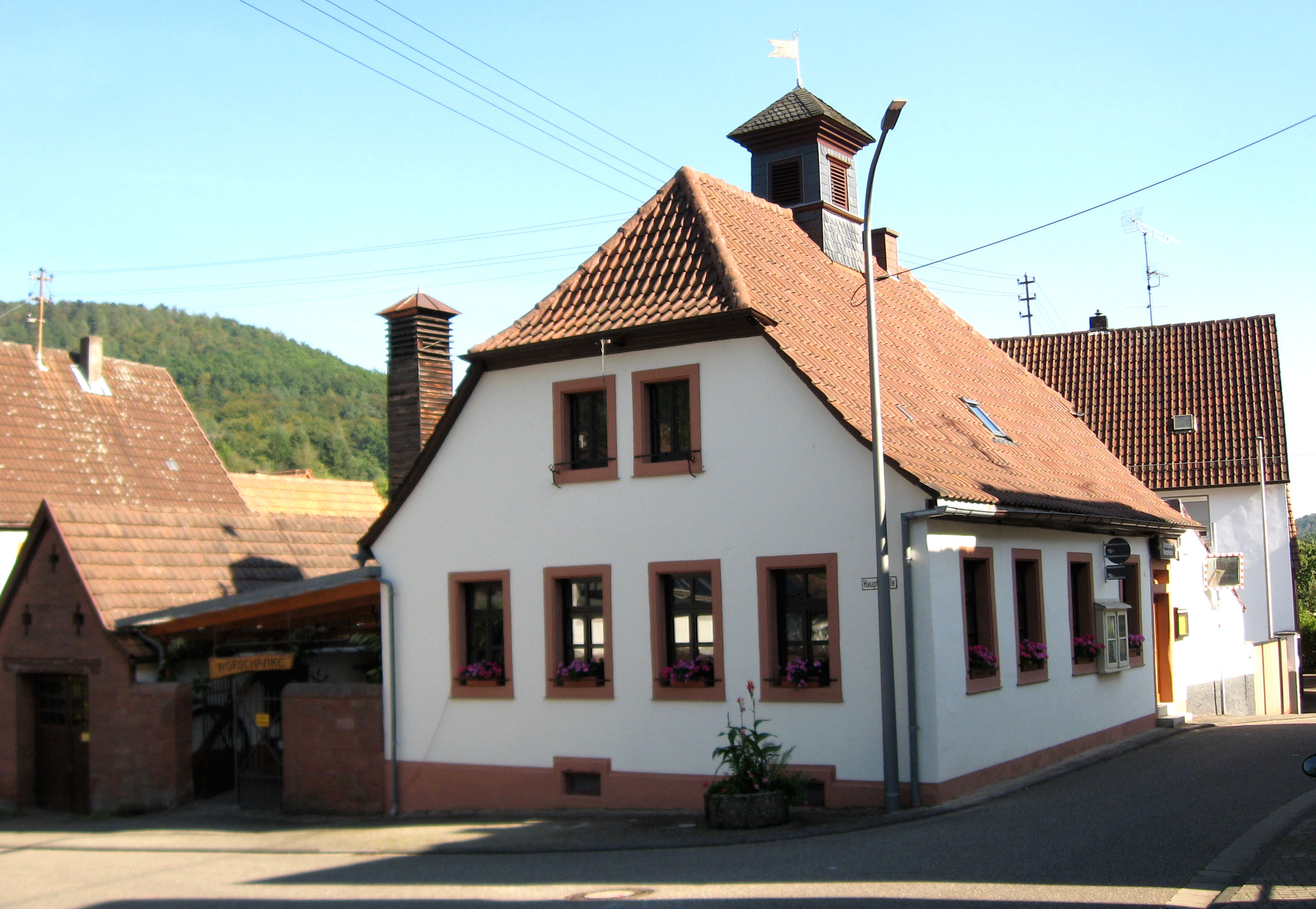
Schulhaus
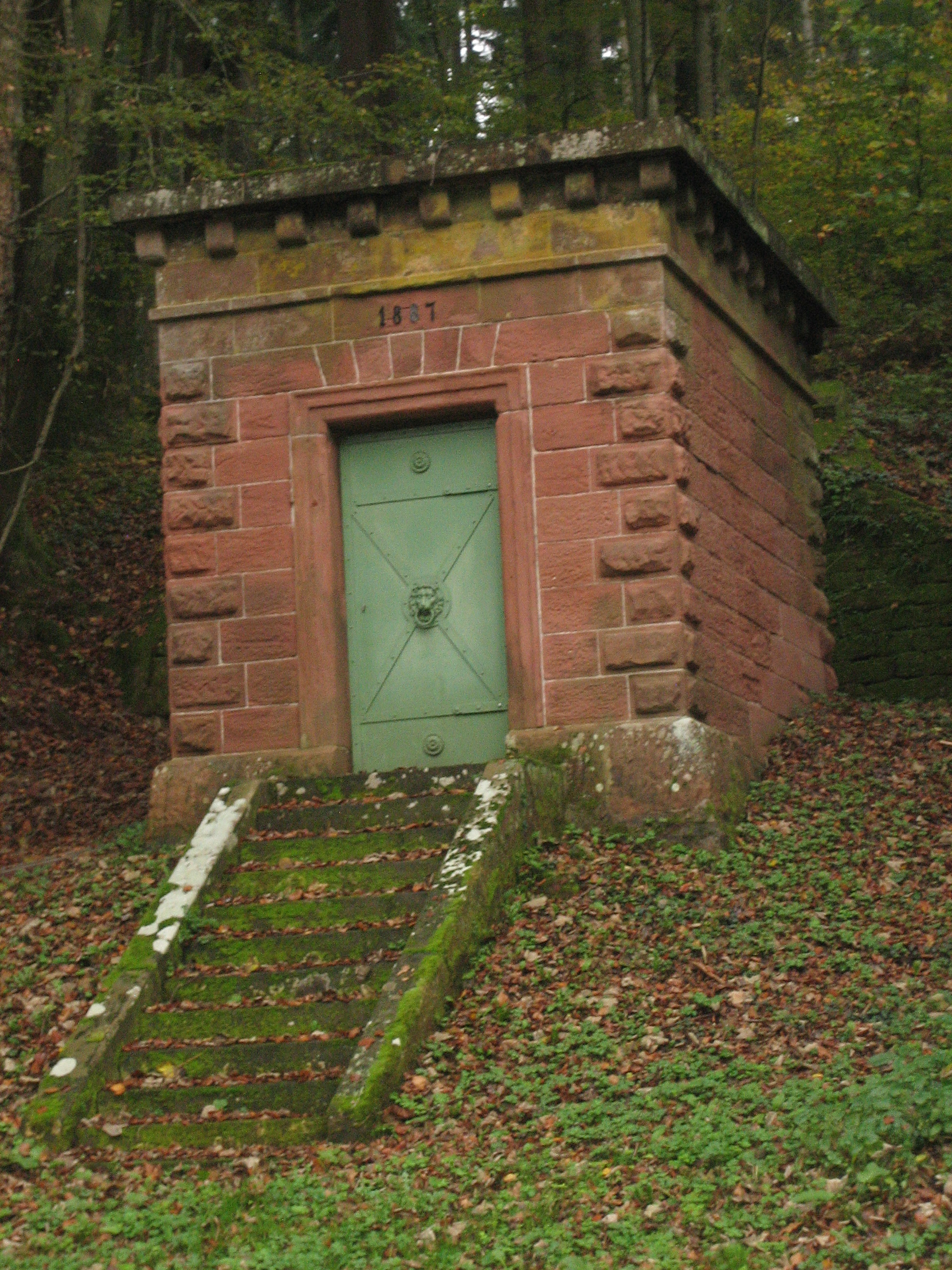
Kaltenbrunnen
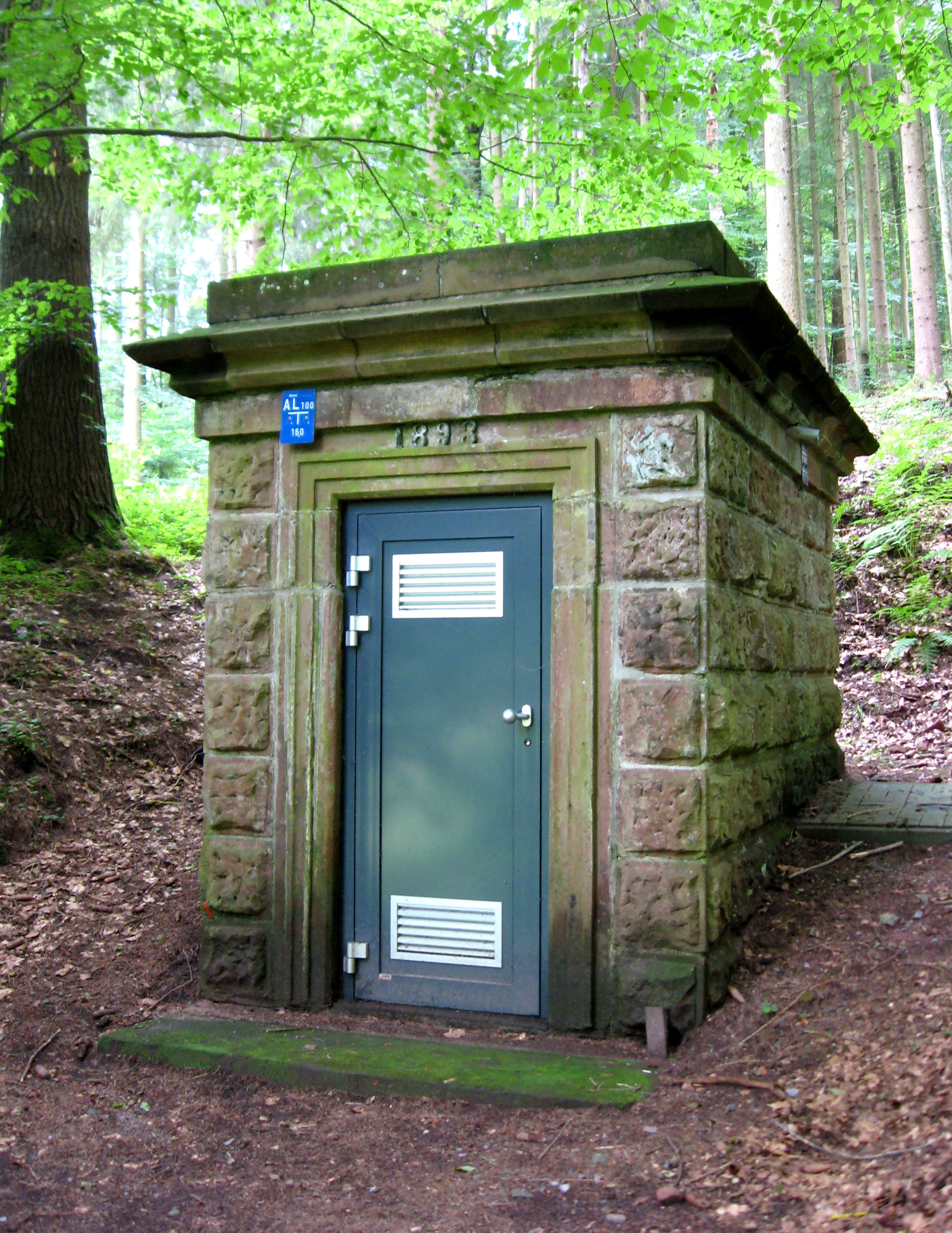
Wasserbehälter

Bedeutendstes Bauwerk ist die Kirche des ehemaligen Klosters Eußerthal, die in der Spätromanik als Pfeilerbasilika errichtet wurde und unter dem Patrozinium des heiligen Bernhard von Clairvaux steht. Neben etlichen Gebäuden, die ebenfalls auf das Mittelalter zurückgehen, ist auch die protestantische Kirche, ein neugotischer Sandsteinquaderbau von 1901/02, sehenswert.

### Natur
Im Norden der Gemarkung befindet sich der Katzenfelsen, im Osten liegen ein 1995 ausgewiesenes Naturwaldreservat, das 44 Hektar umfasst, sowie die 58 Hektar große Kernzone Eischkopf des Naturparks Pfälzerwald.

### Theater
Das Freilichttheater Eußerthal präsentiert überwiegend Aufführungen mit regionalem und historischem Bezug.

### Vereine
Eußerthal verfügt über eine Ortsgruppe des Pfälzerwald-Vereins, über den Heimatverein e. V. „Froh und Heiter“, über den Mittelalterverein Die Pfalzritter e. V. und über den Sportverein Spvgg Eußerthal.

## Wirtschaft und Infrastruktur

### Wirtschaft
Noch bis in die erste Hälfte des 20. Jahrhunderts besaß Eußerthal wegen seiner Lage mitten im Pfälzerwald große Bedeutung für die Forstwirtschaft. Deren Niedergang setzte nach dem Zweiten Weltkrieg ein. Inzwischen ist der Ort eine Wohngemeinde, die sich mehr und mehr dem Tourismus geöffnet hat. Mitten im Ort befand sich die Klostermühle, deren Anwesen mittlerweile als Alte Mühle bezeichnet wird.

### Fachklinik für Abhängigkeitskranke

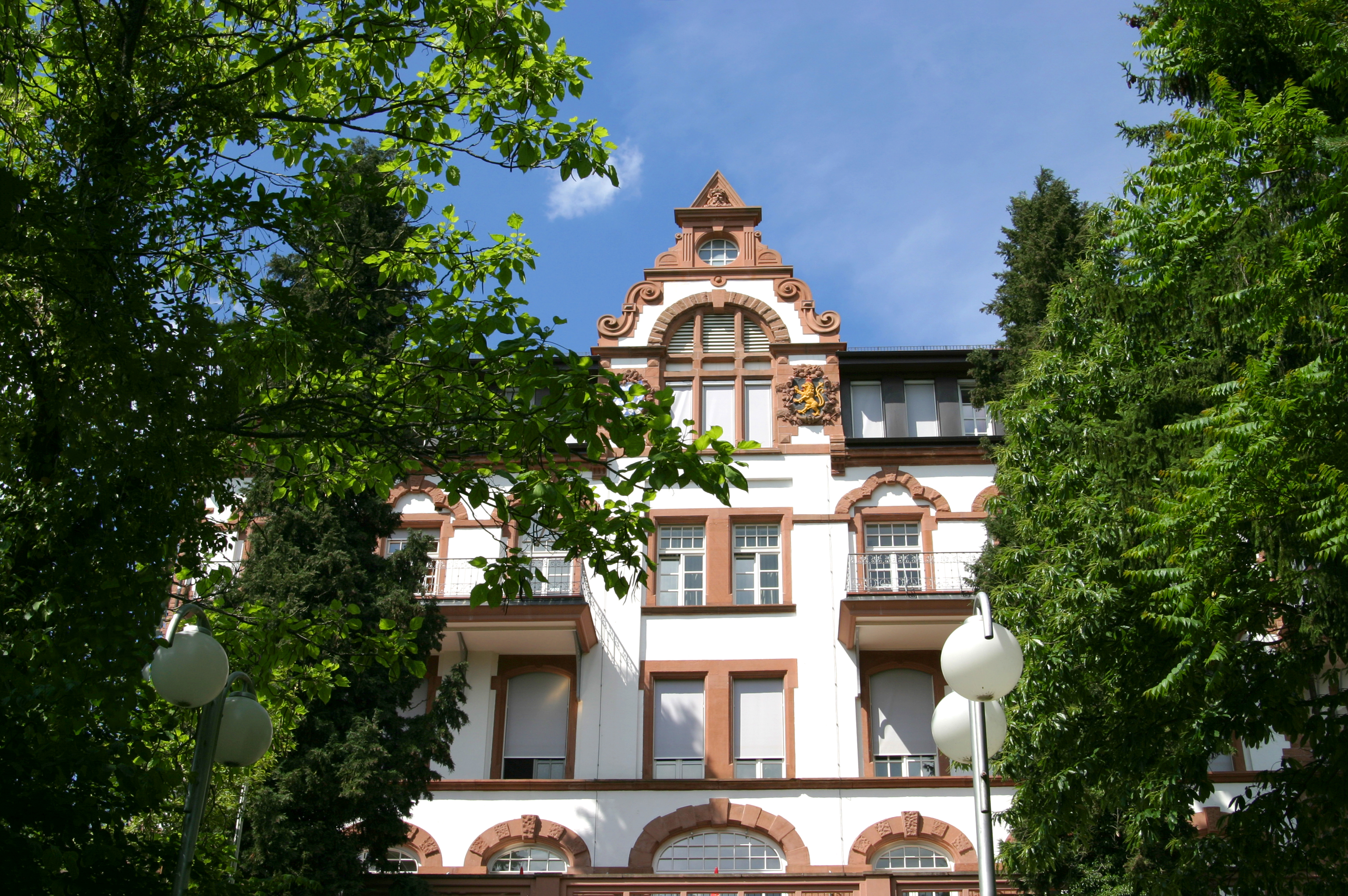
Fachklinik Eußerthal

Die außerhalb des Ortes gelegene Fachklinik Eußerthal der Deutschen Rentenversicherung Rheinland-Pfalz ist eine Klinik zur Rehabilitation für Menschen mit Abhängigkeitserkrankungen. Die Klinik wurde bereits 1905 gegründet und ist die einzige dieser Art innerhalb der Deutschen Rentenversicherung.

### Verkehr
Eußerthal liegt 5 km nordwestlich der Bundesstraße 10 Pirmasens–Landau, an die der Ort über die Landesstraße 505 angebunden ist. Letztere führt in nördlicher Richtung bis zum Landauer Forsthaus Taubensuhl. Über die B 10 wird auch die nächste Autobahnanschlussstelle erreicht, Nr. 15 Landau-Nord an der A 65 Ludwigshafen–Karlsruhe.
Hinsichtlich des Öffentlichen Personennahverkehrs wird der Ort durch den Verkehrsverbund Rhein-Neckar versorgt. Der nächste Bahnhalt ist in Albersweiler an der Bahnstrecke Landau–Rohrbach, etwa 5 km südöstlich von Eußerthal. Der Ort ist über die Buslinie 521, die ihn mit Landau in der Pfalz, Frankweiler, Albersweiler, Dernbach und Ramberg verbindet, an das Nahverkehrsnetz angeschlossen. Von Mai bis Oktober fährt zusätzlich die Buslinie 532, die den Ort unter anderem mit Annweiler sowie dem Forsthaus Taubensuhl verbindet.

### Tourismus

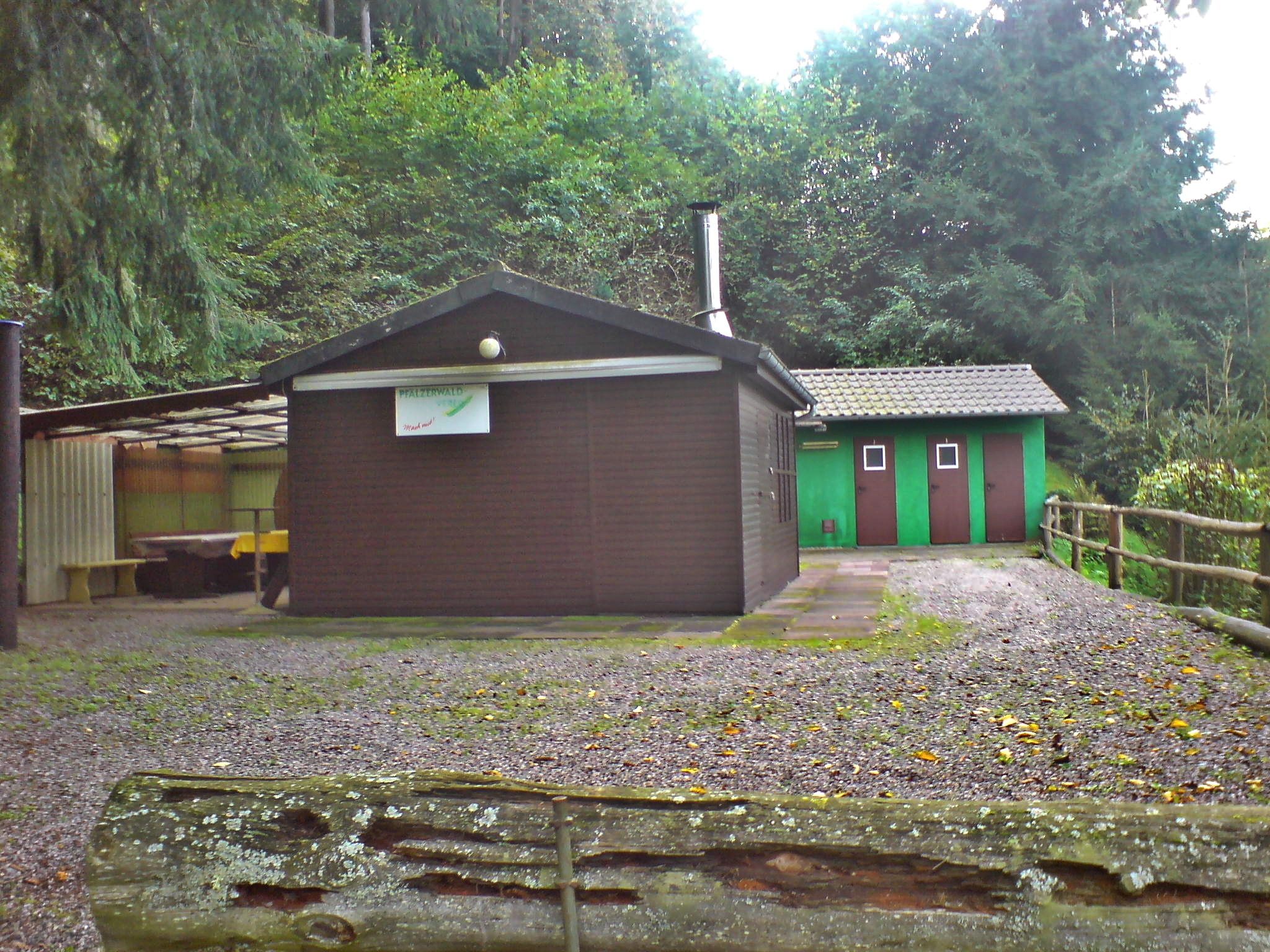
PWV-Hütte Eußerthal

Über Eußerthal führen mehrere Wanderwege, darunter mit dem Pfälzer Weinsteig ein sogenannter Prädikatswanderweg. Ein weiterer ist mit einem grün-blauen Balken markiert und verläuft von Göllheim bis nach Eppenbrunn. Hinzu kommt ein Wanderweg, der mit einem weiß-blauen Balken gekennzeichnet ist und von Bad Münster am Stein bis nach Sankt Germanshof führt. Zudem liegt die Gemeinde am Höcherbergweg, der in Niederwürzbach beginnt und der mit einem rot-weißen Balken markiert ist; sein östlicher Endpunkt liegt in Böchingen. Der mit einem gelben Balken versehene Wanderweg verbindet Eußerthal mit Contwig sowie Germersheim. Im Süden des Gemeindegebiets an der Gemarkungsgrenze zu Annweiler befindet sich die PWV-Hütte Eußerthal, in der jedoch keine Bewirtung oder Übernachtung angeboten wird.

## Persönlichkeiten

### Söhne und Töchter der Gemeinde
- Franz Eckert (* 1943), Schweizer Philosoph, römisch-katholischer Theologe, Germanist, Kolumnist und Autor

### Personen, die vor Ort gewirkt haben
- Heinrich von Metz († 1336), lebte hier von 1297 bis 1306 als Zisterzienserabt; 1306–1309 hatte er das gleiche Amt im Eußerthaler Mutterkloster Weiler-Bettnach inne, 1310–1336 war er Fürstbischof von Trient. Spätestens ab 1309 wirkte er auch als Kanzler von König Heinrich VII.
- Johann Peter Frank (1745–1821), Arzt, ging in Eußerthal zur Schule.
- Theodor Nauerz (1909–2007), war in Eußerthal zeitweise Seelsorger.
- Hermann Arnold (1912–2005), Mediziner, versuchte anhand vor Ort lebender Sinti mittels Datenmanipulationen die nationalsozialistische Ideologie zu untermauern.